# Armin Uhlmann

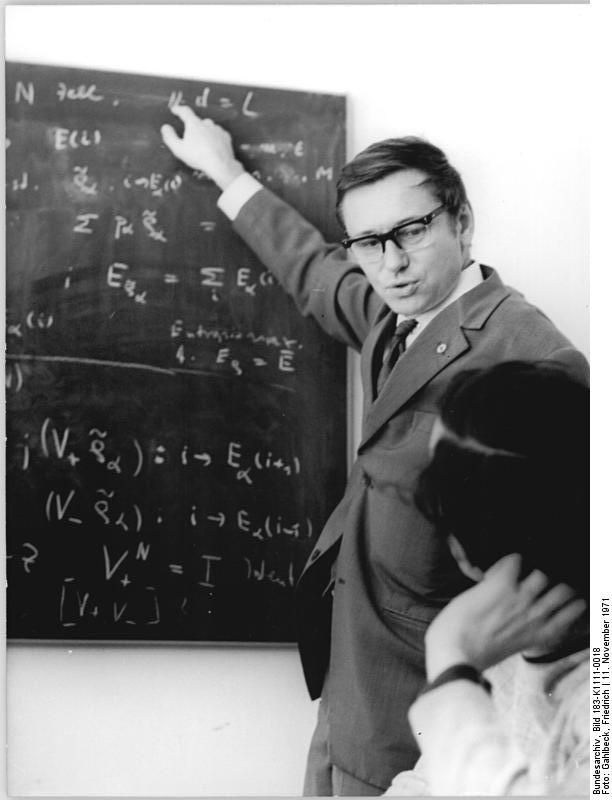
Armin Uhlmann bei einer Physikvorlesung, Leipzig 1971

Armin Gotthard Uhlmann (* 19. Februar 1930 in Chemnitz) ist ein deutscher theoretischer Physiker und emeritierter Professor der Universität Leipzig.

## Leben
Nach dem Abitur studierte Armin Uhlmann von 1949 bis 1954 Mathematik und Physik an der Universität Leipzig. Seine wissenschaftlichen Lehrer waren Herbert Beckert und Erich Kähler. 1957 wurde er mit einer Arbeit über Normierte Divisorfunktionen am Mathematischen Institut der Universität Leipzig bei Kähler in Mathematik promoviert und 1960 mit der Schrift Über den Begriff der Energie bei gekrümmter Raum-Zeit-Mannigfaltigkeit in theoretischer Physik habilitiert.
Nach einer Assistentenzeit an der Universität Jena von 1958 bis 1960 war er anschließend bis zu seiner Emeritierung im Jahr 1995 an der Universität Leipzig tätig, wo er seit 1962 als Professor für theoretische Physik wirkte und verschiedene Leitungsfunktionen hatte. 1965 bis 1967 war er Gastprofessor am Vereinigten Institut für Kernforschung in Dubna. Dort leitete er von 1973 bis 1975 auch den Forschungsbereich Axiomatische Quantenfeldtheorie.
1970 wurde Uhlmann zum korrespondierenden und 1972 zum ordentlichen Mitglied der Akademie der Wissenschaften der DDR gewählt. Für seine Arbeiten zur Axiomatik und zur algebraischen Behandlung quantentheoretische Probleme wurde er 1973 mit dem Nationalpreis der DDR ausgezeichnet.
1981 wurde er ordentliches Mitglied der Sächsischen Akademie der Wissenschaften. Uhlmann ist seit 1993 Mitglied der Leibniz-Sozietät.
Uhlmann gilt als einer der wichtigen  Vertreter der mathematischen und theoretischen Physik in der DDR. Seine wissenschaftlichen Veröffentlichungen umfassen speziell Beiträge zu Grundlagen der Quantentheorie, Quantenfeldtheorie, Elementarteilchenphysik und der statistischen Mechanik.

## Werke (Auswahl)
- Peter M. Alberti, Armin Uhlmann: Dissipative motion in state spaces. 1. Auflage. Teubner, Leipzig 1981, S. 120.
- Peter M. Alberti, Armin Uhlmann: Stochasticity and partial order: double stochastic maps and unitary mixing. 1. Auflage. Deutscher Verlag d. Wiss., Berlin 1981, S. 123.
- Armin Uhlmann: Die Grammatik der Quantenwelt: Quantenphysik – Zufall – Zustandsraum. 1. Auflage. Edition am Gutenbergplatz Leipzig (abgek.: EAGLE), Leipzig 2017, S. 42.